# Latte Igel und der magische Wasserstein
Latte Igel und der magische Wasserstein (bra: Tina & Téo - A Pedra Encantada; prt: Pica e o Cristal Mágico; usa: Latte and the Magic Waterstone) é um filme de animação alemão-belga de 2019 dirigido por Mimi Maynard, Regina Welker e Nina Wels, escrito por Martin Behnke, Andrea Deppert, Marina Martins e Jesper Møller e estrelado por Ashley Bornancin, Danny Fehsenfeld e Leslie L. Miller.

## Sinopse
Tina é uma carismática ouriço que mora na floresta com um grande grupo de amigos. Quando uma pedra mágica que mantém a floresta viva, desaparece, ela embarca em uma grande aventura para recuperar o artefato das garras de um maléfico urso.

## Elenco
- Ashley Bornancin como Latte
- Danny Fehsenfeld como Bantur
- Leslie L. Miller como Greta
- Byron Marc Newsome como Guarda Urso
- Eric Saleh como Aken /Pai Coelho
- Gunnar Sizemore como Amaroo